# Jiřina Ptáčníková
Jiřina Ptáčníková-Svobodová (Plzeň, 20 maggio 1986) è un'astista ceca, campionessa europea a Helsinki 2012.

## Biografia
Atleta di buon livello, è stata quarta agli Europei indoor 2011, e quinta ai Mondiali indoor 2010 ed ai campionati europei di Barcellona 2010. In tutte le manifestazioni importanti si esprime sempre sulle sue migliori misure, dimostrando una buona regolarità.

## Record nazionali
- Salto con l'asta: 4,76 m ( Plzeň, 4 settembre 2013)
- Salto con l'asta indoor: 4,71 m ( Dresda, 31 gennaio 2014)[1]

## Progressione
| Stagione | Misura | Luogo          | Data      | Rank. Mond. |
| -------- | ------ | -------------- | --------- | ----------- |
| 2011     | 4,65 m | Taegu          | 30-8-2011 | 11ª         |
| 2010     | 4,66 m | Trinec         | 17-7-2010 | 7ª          |
| 2009     | 4,55 m | Belgrado       | 10-7-2009 | 18ª         |
| 2009     | 4,55 m | Rehlingen      | 1-6-2009  | 18ª         |
| 2008     | 4,28 m | Pardubice      | 3-9-2008  |             |
| 2007     | 4,00 m | Ústí nad Labem | 9-8-2007  |             |
| 2006     | 4,23 m | Praga          | 25-6-2006 |             |
| 2005     | 4,15 m | Manchester     | 6-8-2005  |             |
| 2004     | 3,85 m | Grosseto       | 14-7-2004 |             |
| 2003     | 4,02 m | Ostrava        | 12-6-2003 |             |
| 2002     | 4,00 m | Jablonec       | 1-6-2002  |             |

## Palmarès
| Anno | Manifestazione  | Sede           | Evento           | Risultato | Prestazione | Note                                     |
| ---- | --------------- | -------------- | ---------------- | --------- | ----------- | ---------------------------------------- |
| 2009 | Europei indoor  | Torino         | Salto con l'asta | 13ª (q)   | 4,25 m      |                                          |
| 2009 | Universiadi     | Belgrado       | Salto con l'asta | Oro       | 4,55 m      |                                          |
| 2010 | Mondiali indoor | Doha           | Salto con l'asta | 5ª        | 4,60 m      | Miglior prestazione personale            |
| 2010 | Europei         | Barcellona     | Salto con l'asta | 5ª        | 4,65 m      |                                          |
| 2011 | Europei indoor  | Parigi         | Salto con l'asta | 4ª        | 4,60 m      | Miglior prestazione personale            |
| 2011 | Mondiali        | Taegu          | Salto con l'asta | 7ª        | 4,65 m      | Miglior prestazione personale stagionale |
| 2012 | Mondiali indoor | Istanbul       | Salto con l'asta | 6ª        | 4,55 m      |                                          |
| 2012 | Europei         | Helsinki       | Salto con l'asta | Oro       | 4,60 m      |                                          |
| 2012 | Giochi olimpici | Londra         | Salto con l'asta | 6ª        | 4,45 m      |                                          |
| 2013 | Mondiali        | Mosca          | Salto con l'asta | 8ª        | 4,55 m      |                                          |
| 2014 | Mondiali indoor | Sopot          | Salto con l'asta | Argento   | 4,70 m      |                                          |
| 2014 | Europei         | Zurigo         | Salto con l'asta | 6ª        | 4,45 m      |                                          |
| 2015 | Europei indoor  | Praga          | Salto con l'asta | 14ª (q)   | 4,45 m      |                                          |
| 2015 | Mondiali        | Pechino        | Salto con l'asta | nm (q)    | nm (q)      |                                          |
| 2016 | Giochi olimpici | Rio de Janeiro | Salto con l'asta | 19ª (q)   | 4,45 m      |                                          |

## Altre competizioni internazionali
2011
- Bronzo agli Europei a squadre ( Stoccolma), salto con l'asta - 4,60 m [3]